# Kal·lirroi Parrén
Kal·lirroi Parrén (grec: Καλλιρρόη Παρρέν; Réthimno, 1861-Atenes, 15 de gener de 1940) fou una escriptora i periodista grega. Parrén va llançar el moviment feminista a Grècia amb la fundació de la revista Ephimeris ton kirion el 1887.
El 1896, Parrén fundà la Unió de Dones Gregues, unió que es va involucrar en la curta Guerra grecoturca de 1897 recollint fons, instruint personal mèdic i cosint uniformes per a soldats. Ephimeris ton kirion va deixar de publicar el 1917, quan Parrén es va haver d'exiliar en oposar-se a la implicació de Grècia a la Primera Guerra Mundial amb la Triple Entesa.
Parrén va lluitar per a l'accés de les dones a l'educació i notablement per la seva admissió a la Universitat d'Atenes. També va ser autora de l'obra Una història de les dones gregues de 1650 a 1860 en grec.